# 南方黑鱸
南方黑鱸為輻鰭魚綱鱸形目鱸亞目太陽魚科的其中一種，分布於北美洲美國佛羅里達州Suwannee河及喬治亞州Ochlockonee河流域，體長可達40公分，棲息在瀑布急流區，屬肉食性，可作為遊釣魚。

## 擴展閱讀
維基物種上的相關：南方黑鱸